# Eusapia Paladino
Eusapia Paladino (en italiano: Eusapia Palladino; Minervino Murge, 21 de enero de 1854-Nápoles, 16 de mayo de 1918) fue una médium italiana de renombre internacional.
Desarrolló su actividad en Italia, Francia, Alemania, Polonia, y Rusia, ganándose fama de poseer extraordinarios poderes paranormales capaces de provocar la levitación de objetos, la materialización de espíritus de fallecidos, la presentación de rostros y caras de difuntos en barro húmedo, la interpretación musical a distancia, o la comunicación con personalidades a través de su espíritu mediador John King, quien presuntamente se identificó con Henry Morgan. Sus actuaciones despertaron gran expectación entre las clases pudientes, a pesar de sus elevadas tarifas.
Bien conocida entre la intelectualidad europea de su época, Palladino gozó de prestigio como médium incluso entre algunos premios Nobel, que la distinguían de otros espiritistas aficionados al fraude profesional. Ya en 1926 -es decir, ocho años después de su muerte- los «fenómenos» de la señora Palladino eran ensalzados por Arthur Conan Doyle en su Historia del Espiritismo.
En los Estados Unidos su reputación tampoco fue precisamente mala:

Se decía que recurría al engaño cuando sus dones no bastaban, pero Carrington sostenía que incluso entonces era capaz de realizar actos sobrenaturales...

Las veladas espiritistas desarrolladas en Varsovia entre 1893 y 1894 inspiraron varias escenas pintorescas de la novela histórica "Faraón", que el literato polaco Bolesław Prus comenzó a escribir en 1894.

## Juventud y primera formación
Palladino provenía de una familia campesina de Minervino Murge, en la provincia de Bari, al sur de Italia, donde recibió una educación muy elemental -si es que recibió alguna-. Huérfana cuando aún era niña, su familia se mudó a Nápoles, donde comenzó a trabajar como niñera. Muy joven todavía, contrajo matrimonio con un mago ambulante.

## Milán

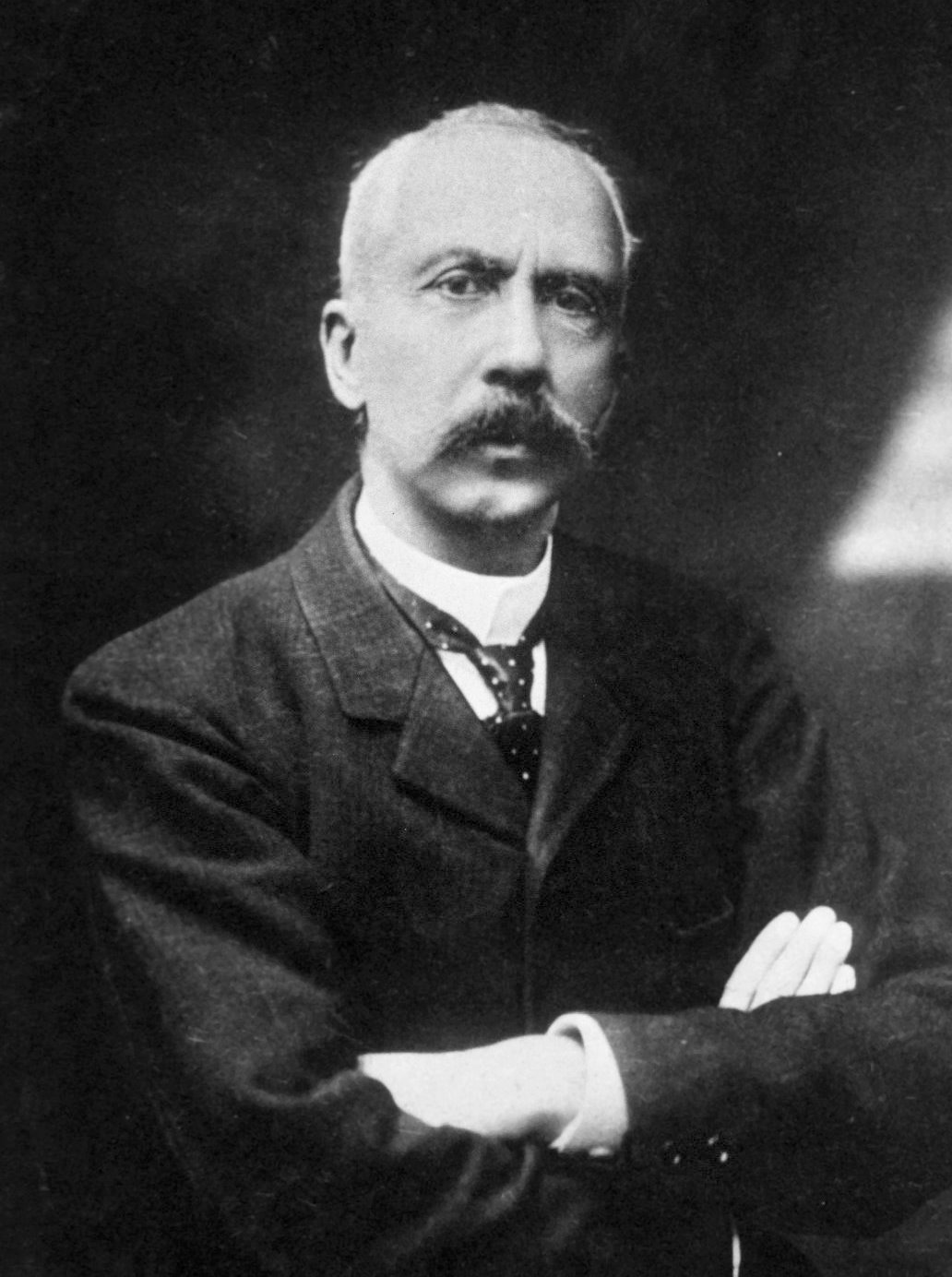
Charles Richet

En 1888, su protector Ercole Chiaia lanzó un desafío en la prensa para que el psiquiatra Cesare Lombroso estudiara la médium. En un inicio, este rechazó el desafío y fue un joven médico gallego-argentino, Manuel Otero Acevedo, quien decidió dirigirse a Nápoles y estudiar la médium. Las investigaciones de Otero Acevedo convencieron a Lombroso y otros científicos del interés de los fenómenos producidos por Paladino, hecho que llevó a organizar unas ambiciosas experiencias en Milán.

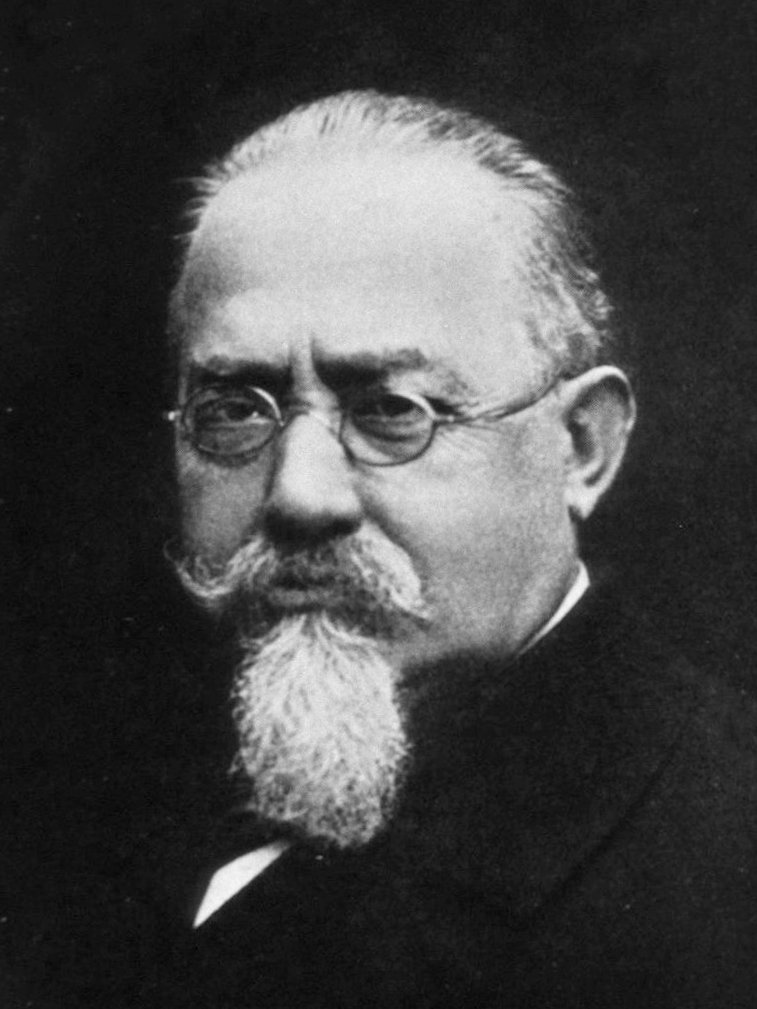
Cesare Lombroso

Durante 1892, se sucedieron 17 veladas espiritistas en Milán, durante las cuales de probaron los presuntos poderes paranormales de Eusapia. En el libro «Después de la muerte ¿qué? Investigaciones sobre fenómenos paranormales e hipnosis» (1909) Cesare Lombroso recapitula los acontecimientos que le llevaron de una visión estrictamente materialista del mundo a creer en la existencia de los espíritus y la vida después de la muerte. El más extraordinario de los relatados fue el que el mismo Lombroso tituló «la levitación de la médium hasta lo alto de una mesa»:

...entre los acontecimientos más notables y significativos debemos mencionar esta levitacion. Ocurrió en dos ocasiones -a saber, el 28 de septiembre y el 3 de octubre-. La médium, que había estado sentada en un extremo de la mesa, se elevó sobre su silla, y entre quejidos y lamentaciones se posó, aún sentada, sobre la mesa, tras lo cual volvió a su anterior posición, mientras las personas junto a ella la tomaban de las manos, repitiendo sus movimientos. La noche del 28 de septiembre, mientras el Premio Nobel Charles Richet y el mismo Cesare Lombroso sostenían sus manos, ella se quejó de que la agarrasen por debajo de los brazos, entonces, entrando en trance y con la voz característica de su estado, dijo "Ahora levanto a mi médium sobre la mesa". Después de dos o tres segundos, la silla de Eusapia se levantó sin violencia, y sin tocar con ningún objeto volvió a posarse sobre la mesa, conviniendo tanto el señor Richet como yo en que ni siquiera habíamos acompañado al movimiento con nuestra propia fuerza. Después de algunas palabras, la médium anunció su descenso, y (habiendo sido sustituido en mi posición por M. Finzi) volvió a depositarse sobre el suelo con la misma seguridad y precisión, mientras que Richet y Finzi acompañaban la agitación de su cuerpo y manos sin forzarlo, y mientras (ella) seguía preguntándonos por la posición de las manos. Por si fuera poco, durante el descenso ambos caballeros sintieron repetidamente el contacto de una mano sobre sus cabezas. 
Durante la noche del 3 de octubre se repitieron los hechos en circunstancias bastante similares, estando en esa ocasión Du Prel y Finzi a los lados de Eusapia.

## Varsovia

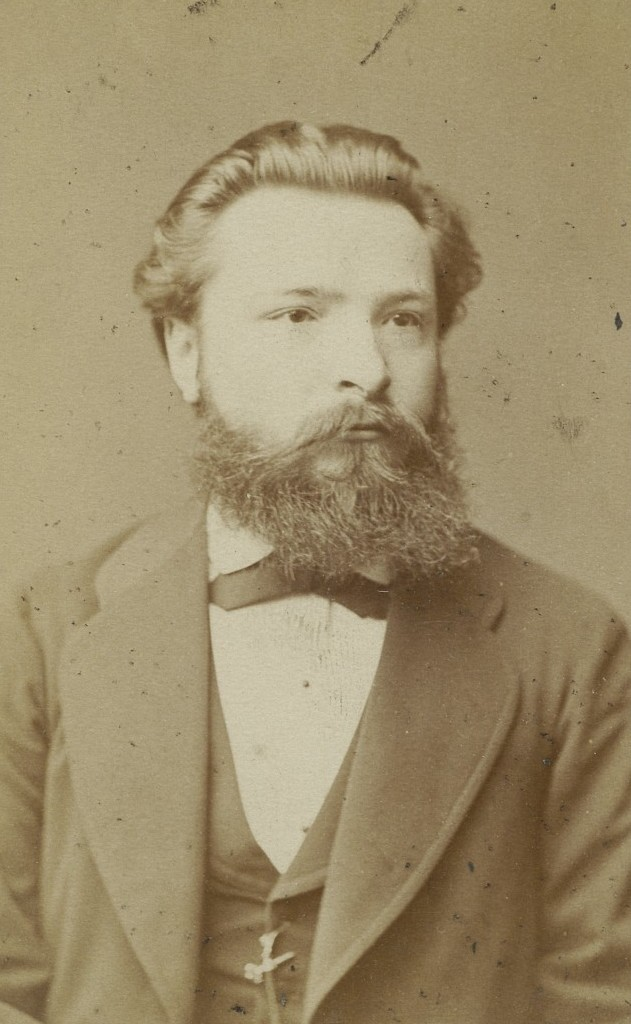
Julian Ochorowicz

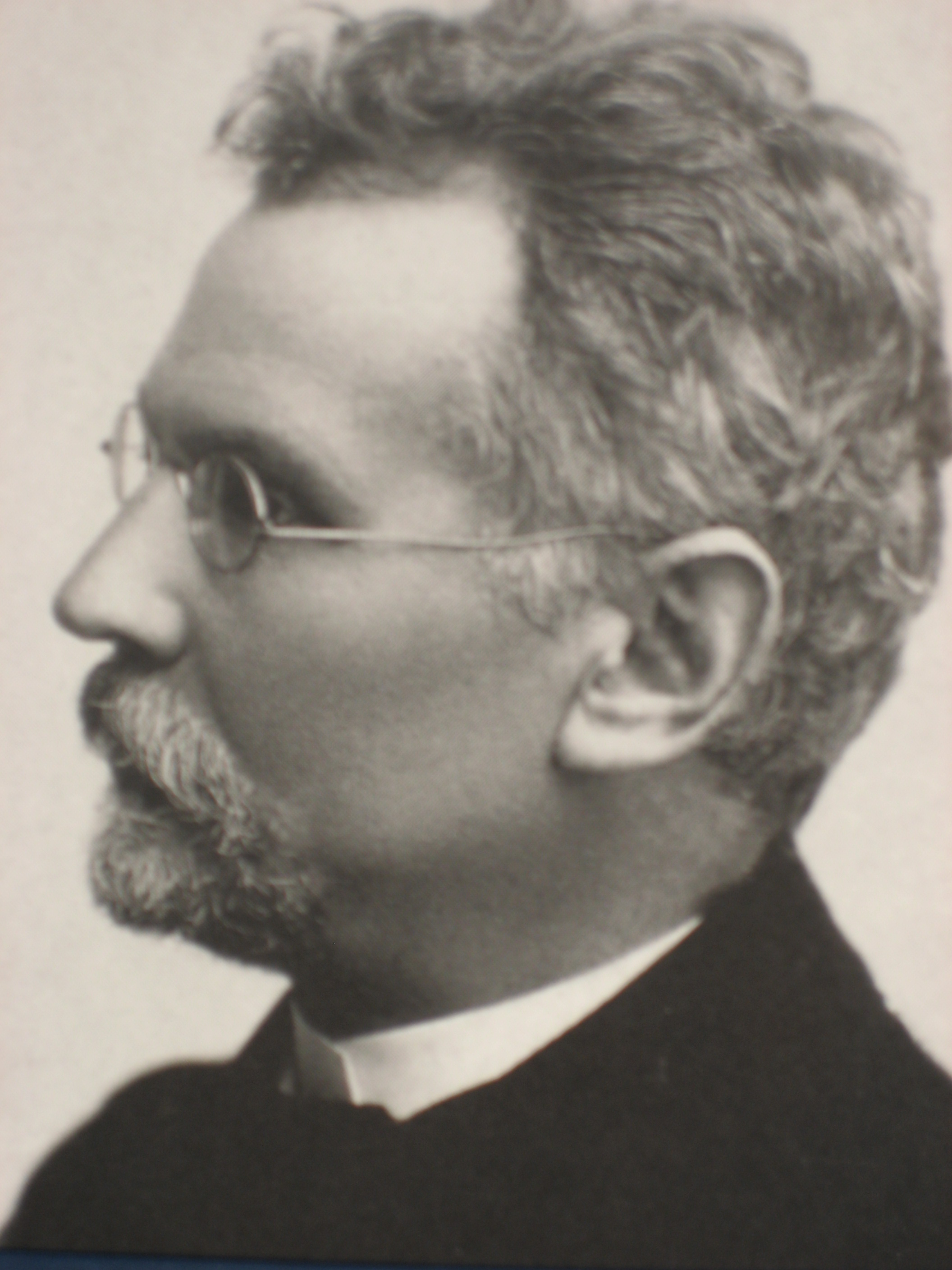
Bolesław Prus

Palladino visitó Varsovia, la capital de Polonia, al menos en dos ocasiones. Su primera y más prolongada visita se debió a las molestias sufridas por el psicólogo Julian Ochorowicz, quien fue su anfitrión entre noviembre de 1893 y enero de 1894.
Respecto a los fenómenos paranormales ocurridos durante las veladas dirigidas por Palladino, Ochorowicz se manifestó en contra de la hipótesis espiritista, afirmando que se debían a una «acción fluida» debida a los propios poderes del médium unidos a los de los demás participantes de la sesión espiritista.
Ochorowicz presentó a Palladino al periodista y novelista Bolesław Prus, quien se convirtió en un habitual de sus sesiones espiritistas, que describió en breves reseñas de prensa, y que inspirarían algunas escenas de su novela «Faraón».
El 1 de enero de 1894, Palladino se presentó en la residencia de Prus. Tal como relata el mismo Ochorowicz, 

Por la noche ella visitó a Prus, a quien ella siempre adoró. Aunque su conversación fue algo pintoresca -en tanto que ni ella sabía polaco ni él hablaba en italiano- cuando "il Prusso" entró en la habitación ella enloqueció de alegría y de algún modo lograron comunicarse. Así era que ella entendía que era su obligación el hacerle esa visita por Año Nuevo.

Palladino volvería a visitar Varsovia durante la segunda mitad del mes de mayo de 1898, en escala de un viaje desde San Petersburgo a Viena y Múnich. En aquella ocasión, Prus asistió al menos a dos de las tres sesiones espiritistas que ella condujo, que se realizaron en el apartamento de Ludwik Krzywicki.

## París

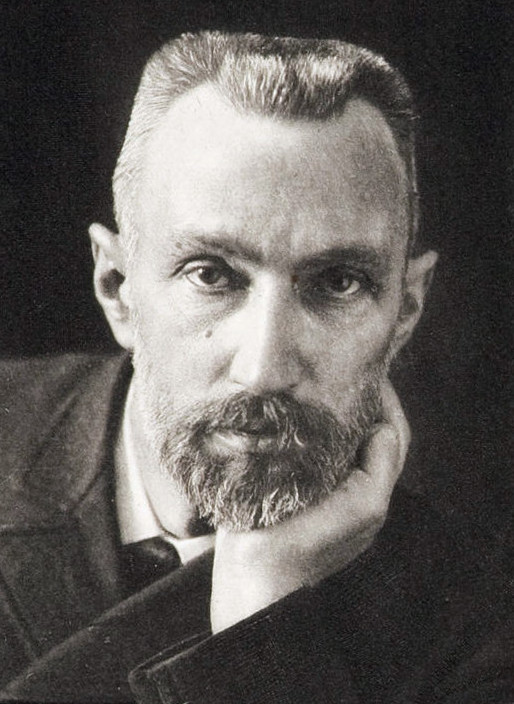
Pierre Curie

En 1905 Eusapia Palladino aparece en París, donde conoció al matrimonio Curie (premios Nobel de Física de 1903), y con el futuro Nobel Charles Richet.
Entre otras personalidades del mundo científico parisino, Palladino tuvo ocasión de conocer también a William Crookes, al futuro Nobel Jean Perrin y a su mujer, Henriette; pudo encontrarse con Louis Georges Gouy y Paul Langevin, apenas iniciados en el mundo del espiritismo, y con el hermano de Pierre Curie, Jacques, quien era un ferviente seguidor de su doctrina.
El matrimonio Curie consideraba las sesiones espiritistas como «experiencias científicas», tomando detalladas notas durante el transcurso de las mismas. Según la historiadora Anna Hurwic, creían poder descubrir mediante el espiritismo el origen de ciertas misteriosas energías que ellos relacionaban con los fenómenos radioactivos. Así, en una carta escrita por Pierre Curie el 24 de julio de 1905, dirigida a su amigo Gouy, leemos que asistió «a una serie de sesiones con Eusapia Palladino en la Sociedad de Investigación Psíquica», que resultó

...de gran interés, en tanto que los fenómenos que presenciamos resultaban completamente verosímiles: mesas alzadas sobre sus cuatro patas, objetos movidos a distancia, contacto de manos que pellizcan o acarician, apariciones luminosas...Todo ello en un escenario preparado por nosotros, con un reducido número de asistentes y sin posibilidad alguna de contar con un cómplice. El único engaño posible es el que podría resultar de las extraordinarias habilidades de la medium como maga. Pero ¿cómo explicarse estos fenómenos mientras alguien la sujeta de pies y manos, y la luz es lo bastante abundante como para ver todo lo que ocurre?

Pierre estaba ansioso por que Gouy se les uniese. Palladino, le comento, volvería en noviembre, y esperaba «que seamos capaces de convencerte de la realidad de los fenómenos o al menos de alguno de ellos». El insigne científico se había propuesto llevar a cabo ás experimentos «de modo sistemático».

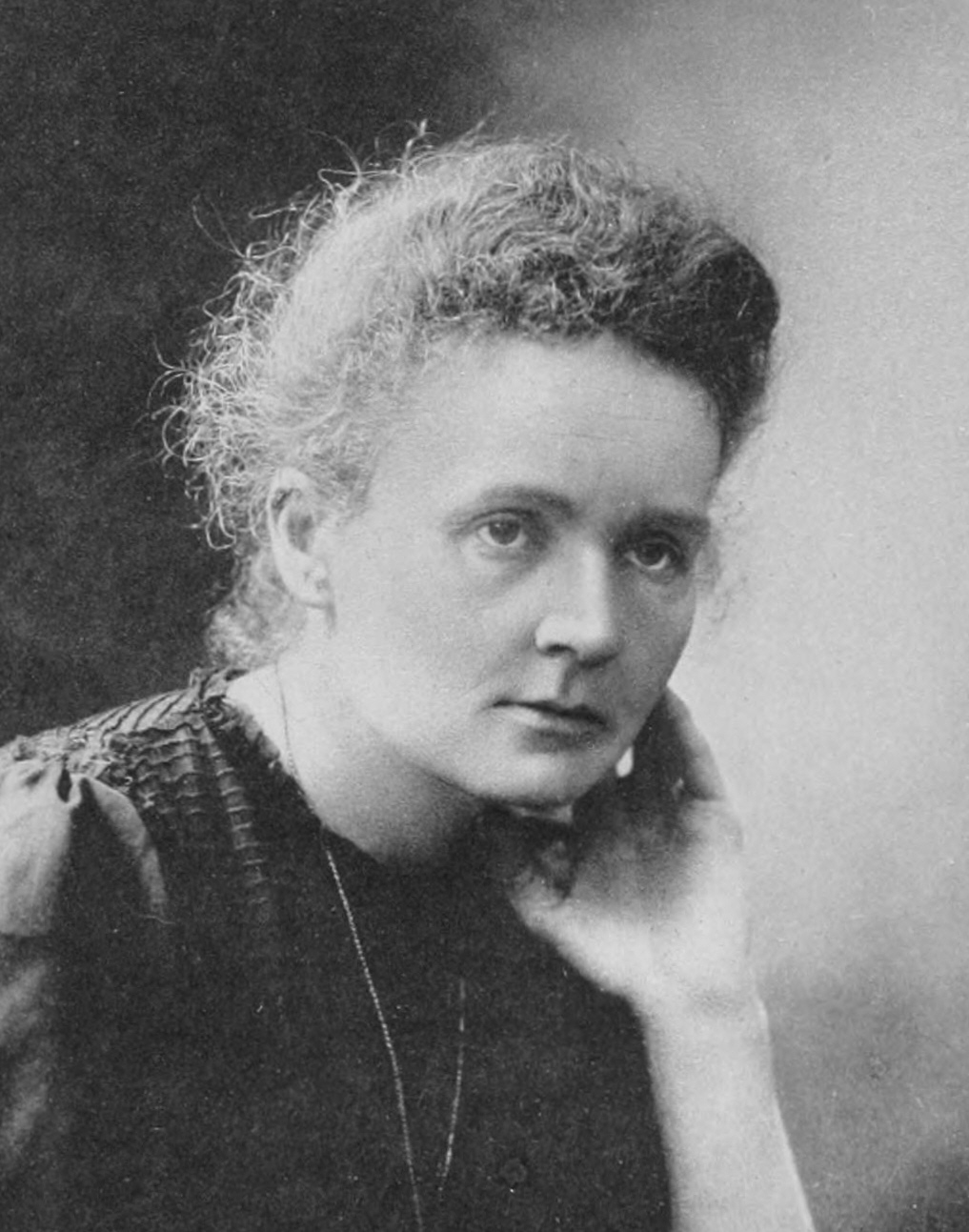
Marie Curie era más escéptica que su marido sobre los poderes de Palladino.

Aún el 14 de abril de 1906 (tan sólo cinco días antes de su muerte accidental) Pierre escribía a Gouy sobre la última sesión espiritista, refiriéndole que «hay en eso, en mi opinión, todo un vasto dominio de hechos y estados físicos en el espacio enteramente nuevos, sobre los cuales no tenemos ninguna teoría».
Charles Richet, que recibiría el Premio Nobel de Fisiología en 1913, y que investigaría diversos fenómenos psíquicos durante las siguientes cuatro décadas, fue también un habitual en las veladas espiritistas dirigidas por Eusapia Palladino. Suya es esta descripción:

...tuvo lugar en el Instituto Fisiológico de París. Los asistentes fueron Mme. Curie, Mme. X, una amiga polaca y P. Courtier, secretaria del Instituto. Mme. Curie quedaba a la izquierda de Eusapia, y yo mismo a su derecha. Mme. X permaneció a cierta distancia, tomando notas, y M. Courtier aún más lejos, en el otro extremo de la mesa. Courtier habia dispuesto un doble cortinaje detrás de Eusapia; la luz era débil pero suficiente. En la mesa podía distinguirse con claridad la mano de Mme. Curie sosteniendo la izquierda de Eusapia, yo hacía otro tanto con su mano derecha. Vimos la cortina plegarse como si fuese empujada por algún objeto grande, y pedí tocarla: sentí cierta resistencia y palpé una mano real que tomé con la mía. Incluso a través de la cortina, podía sentir los dedos. La sostuve con firmeza de ese modo mientras contaba 29 segundos, durante los cuales me regocijé al observar las dos manos de Eusapia sobre la mesa, e incluso pregunté a Mme. Curie si estaba convencida de controlar a Eusapia...después de esos 29 segundos, dije: "Quiero algo más, quiero uno anello (un anillo)". Instantáneamente la mano me hizo sentir el tacto de un anillo... Es difícil imaginar una experiencia más convincente...En este caso no sólo se dio la materialización de una mano, sino incluso de un anillo.

## Nápoles

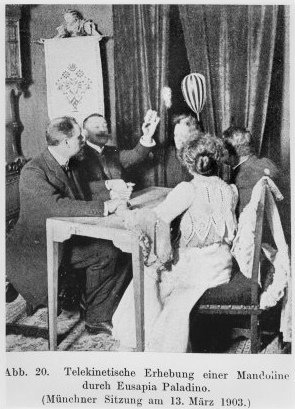
Una mandolina, levitando sobre la cabeza de Palladino durante una sesión espiritista realizada en Munich, Alemania, el 13 de marzo de 1903.

En 1908, la Sociedad de Investigación Psíquica nombró un comité de tres expertos para examinar los presuntos poderes de Eusapia Palladino durante su estancia en Nápoles. Este grupo se formaba por Mr. Hereward Carrington, investigador de la Sociedad Americana para la Investigación Psíquica (ASPR) e ilusionista amateur, Mr. W. W. Baggally, investigador e ilusionista de dilatada experiencia, y por el juez Everard Fielding, quien contaba con una completa formación científica y «un conocimiento bastante completo de las técnicas fraudulentas utilizadas por los médium». Los tres quedaron convencidos de los inusuales poderes de Palladino. 
En 1910, el investigador Everard Fielding volvió a Nápoles, acompañado de su amigo William S. Marriott, un ocultista de cierto renombre que había probado el fraude relativo a lo paranormal en artículos del Pearson's Magazine. Su intención no era otra que repetir algunos de los experimentos realizados por Palladino en Nápoles, dos años antes. Otros miembros de la SPR (la Sociedad de Investigación Psíquica) habían llamado su atención sobre las notas tomadas por Fielding en 1908. Aunque las experiencias habían resultado convincentes en 1908, en esa ocasión Fielding y Marriott acusaron el fraude de Palladino, tal como había ocurrido anteriormente en los Estados Unidos. Su decepción fue obvia. Marriott declaró que «cuando uno sabe cómo puede lograrse un resultado y a qué debe prestarse atención, sólo el más habilidoso de los intérpretes puede mantener una ilusión que resista a esa observación documentada». Fielding afirmó que su segunda visita había sido completamente inútil.
Carrington, quien llegaría a ser el mánager de Palladino, sostiene que durante sus actuaciones en Estados Unidos, Eusapia había presentado un enorme número de experimentos psíquicos, de los cuales sólo un pequeño número -los más clásicos y usuales de su repertorio, bien conocidos por sus seguidores desde hacía dos décadas- había sido descubierto. De cualquier modo, no se descubrieron otros engaños y Carrington advertía sobre los viejos trucos, de sobra conocidos, en una circular distribuida a los asistentes a su llegada. Es por ello que la experiencia americana no influyó en último término sobre la opinión de los investigadores desplazados a Nápoles.

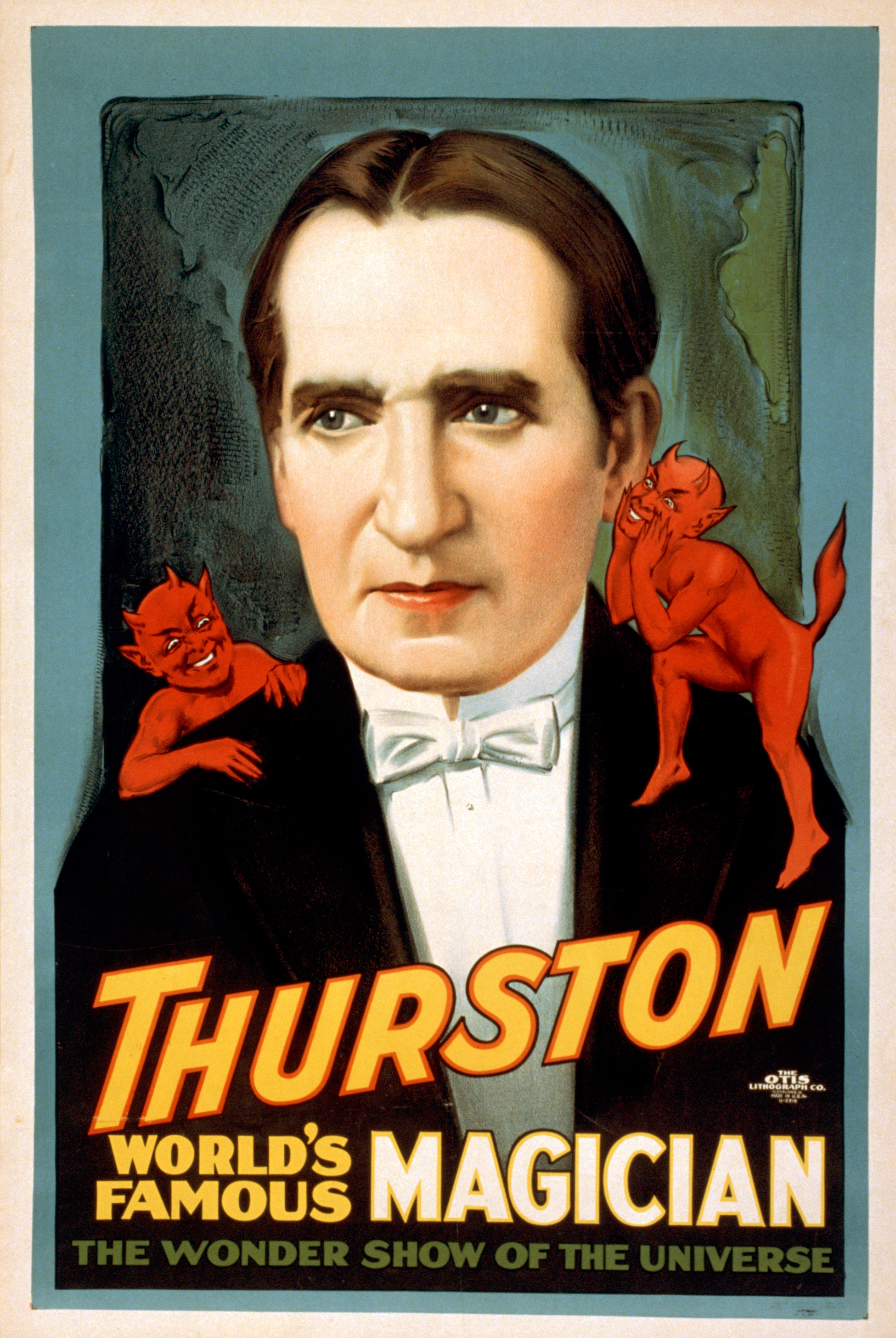
Howard Thurston fue otra celebridad de la magia por entonces.

De cualquier modo, Eusapia no abandonaría los Estados Unidos sin lograr al menos un "converso" ilustre: Howard Thurston (1869–1936), mago de renombre mundial, que declararía: 

He sido testigo presencial de la levitación de una mesa mediante las habilidades de Eusapia Palladino...y estoy absolutamente convencido de que el fenómeno presenciado no se debía al engaño, ni a la intervención de sus pies, manos o rodillas.

En otra ocasión, Thurston confirmaría su adhesión a Palladino. Las facultades de Eusapia comenzaron a decaer y entonces la sorprendieron en burdas trampas, finalizando su ejercicio mediúmnico en Nápoles, el 22 de abril de 1918 y falleciendo ese mismo año.